# Spruce Burl Trail
47° 34′ 40″ N, 124° 21′ 52″ O
Le Spruce Burl Trail – ou Beach 1 Trail – est un sentier de randonnée du comté de Jefferson, dans l'État de Washington, aux États-Unis. Situé au sein du parc national Olympique, il donne accès depuis l'U.S. Route 101 à une plage de la côte ouest de la péninsule Olympique sur l'océan Pacifique. Il traverse un bosquet d'épinettes porteuses d'imposants broussins, d'où son nom.